# Clingenburg Festspiele

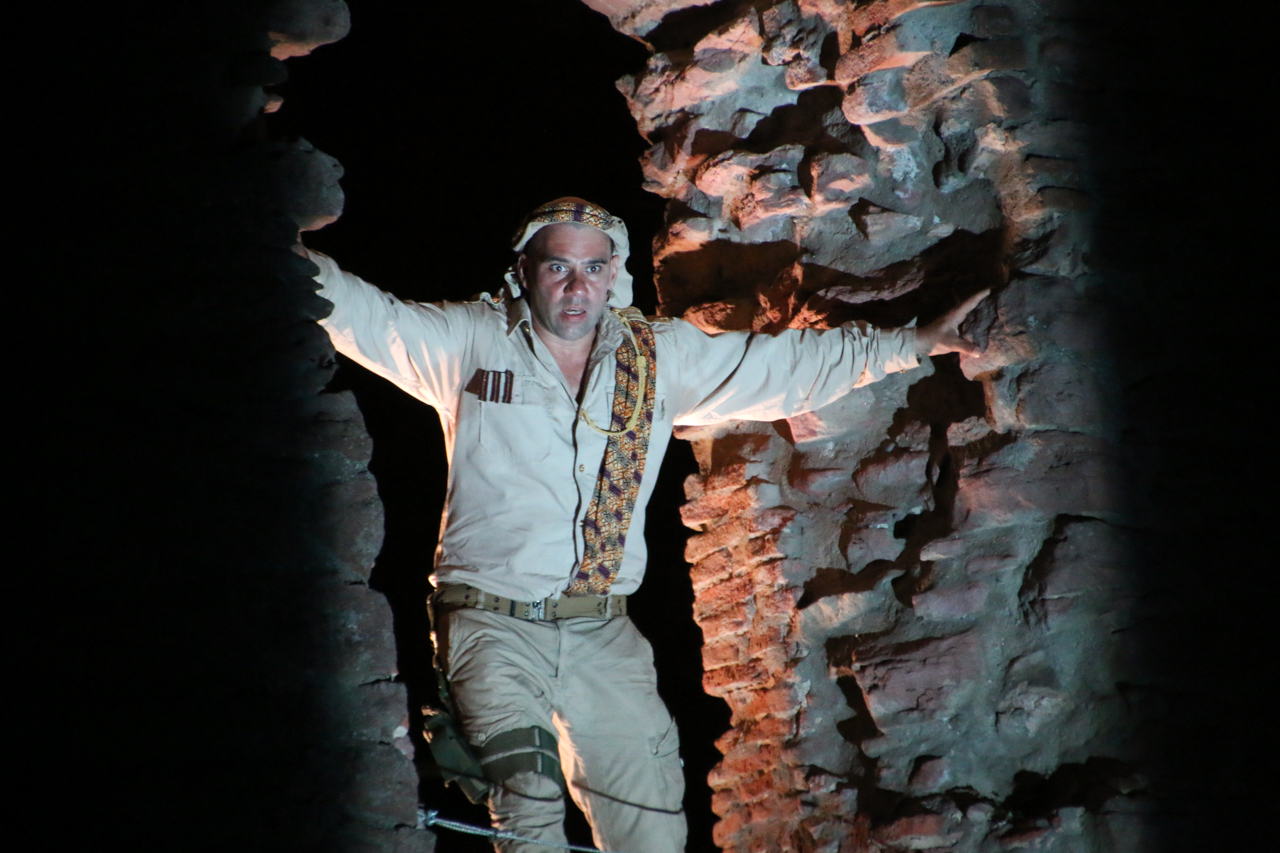
Mathias Kopetzki als weißer Othello in der Ruine der Clingenburg (Regie: Marcel Krohn, 2015)

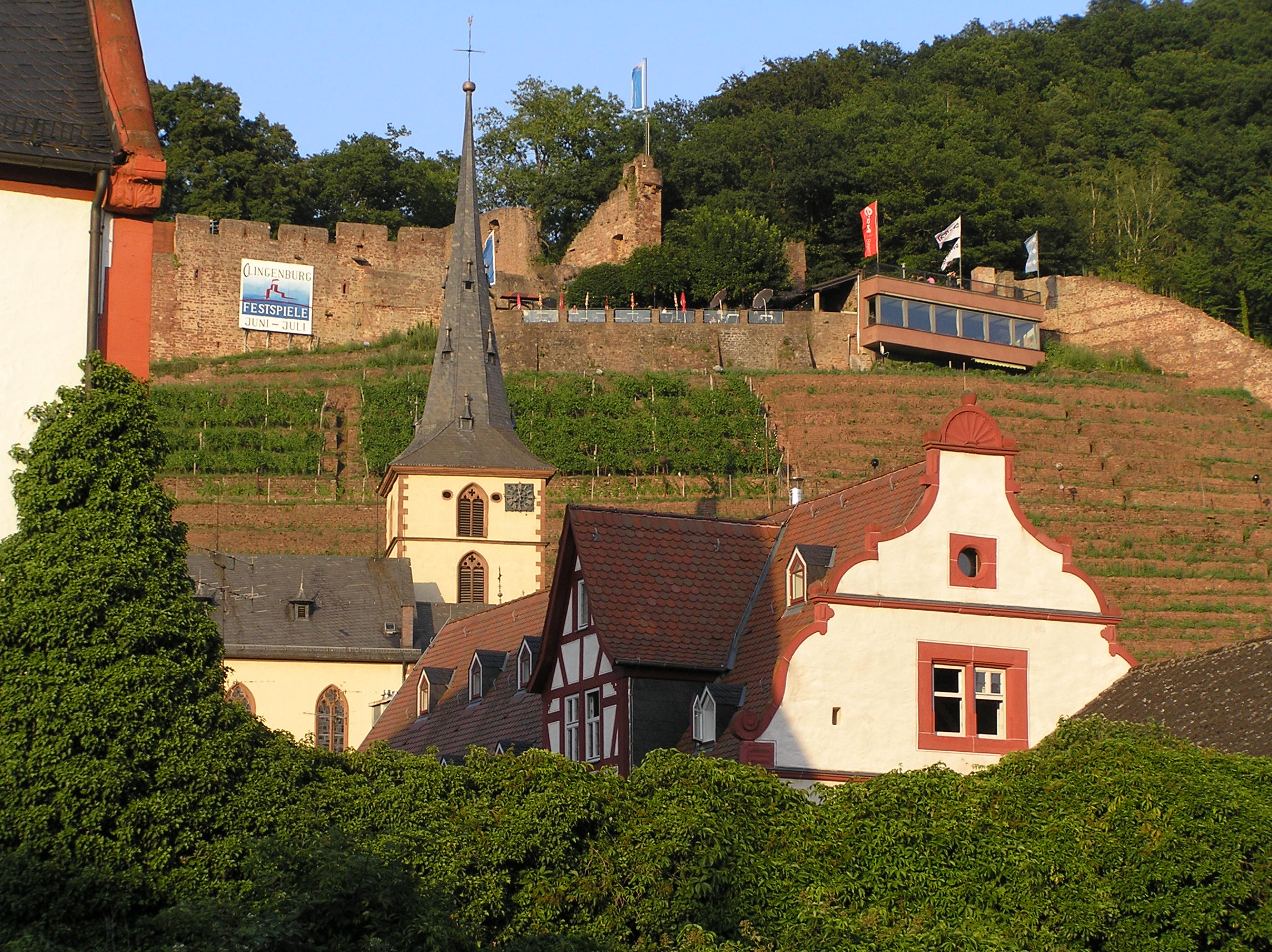
Die Clingenburg mit Plakat für die Festspiele

Die Clingenburg Festspiele waren bis 2019 alljährlich in den Monaten Juni bis August stattfindende Theaterfestspiele auf der Clingenburg-Ruine in Klingenberg am Main. Mit zwei bis vier Eigenproduktionen aus den Genres Schauspiel, Kindertheater und Musical und einigen ergänzenden Gastspielen wurden jährlich zwischen 28.000 und 40.000 Besucher erreicht. Die Clingenburg Festspiele waren damit die größten professionellen Festspiele in Unterfranken. Die Finanzierung erfolgte weitgehend durch den Erlös von Eintrittskarten, jedoch bestand auch eine regelmäßige finanzielle Unterstützung durch den Freistaat Bayern, den Bezirk Unterfranken und die Stadt Klingenberg.

## Geschichte
Die Festspieltradition in Klingenberg findet wohl ihren Ursprung bereits am Anfang des 20. Jahrhunderts. Im Jahr 1926 fanden auf der Freilichtbühne der Clingenburg die Andreas-Hofer-Festspiele mit 200 Mitwirkenden statt. Belege finden sich auch für das Jahr 1928, in dem die Wilhelm-Tell-Festspiele auf dem Programm standen.
1993 wurde unter dem Vorsitz des damaligen Klingenberger Bürgermeisters Siegmar Markert der Clingenburg Festspiel-Verein gegründet, der seit 1994 professionelle Festspiele auf der Burgruine ausrichtet. Von 1995 bis 2014 war der Hotelier und Winzer Klaus Köhlich Vorsitzender des Vereins, sein Nachfolger ist der Ingenieur Rainer Markens. Der erste Intendant war von 1994 bis 2004 Udo Schürmer. Ihm folgte von 2005 bis 2008 Georg Mittendrein. Marcel Krohn hatte die Intendanz von 2009 bis 2018 inne. Er hatte den Spielplan kontinuierlich erweitert, um dem Publikum ein breites Angebot zu unterbreiten. Im Jahr 2019 kündigte der neue Intendant Wolfgang Hofmann an, zukünftig auf die Segmente Schauspiel-Klassiker und Volkstheater zu verzichten. Mit den Stücken The Rocky Horror Picture Show und Shakespeare in Love wollte er besonders populäre Stücke auf den Spielplan setzen, um mit weniger Produktionen mehr Publikum zu erreichen. Trotz der Reduktion wurde für Hofmanns erste Saison der Gesamtetat von 1,1 Millionen (2018) auf 1,5 Millionen (2019) erhöht. 
Zum 31. August 2019 meldete der Trägerverein der Festspiele Insolvenz an. Als Grund wurde ein Rückgang bei den Zuschauerzahlen angegeben. Außerdem seien Investitionen in Höhe von fast 500.000 Euro für Technik und Kostüme notwendig gewesen. Der Vorstand hatte zuvor versucht, höhere Zuschüsse von staatlichen Stellen zu erhalten, war damit aber gescheitert.

## Spielplan
In der ersten Spielzeit 1994 wurde mit Die Freier von Joseph von Eichendorff lediglich ein einziges Stück präsentiert. Doch bereits im nächsten Jahr kam eine Kinderproduktion hinzu, die fortan fester Spielplan-Bestandteil blieb. Die Abendproduktionen waren in den ersten Spielzeiten zumeist Klassiker (Das Käthchen von Heilbronn (1996), Der Widerspenstigen Zähmung (1997)). Seit 1998 wurden anstelle eines Schauspiels gelegentlich auch Musicals gezeigt (Der Mann von La Mancha (1998), The Scarlet Pimpernel (2003)). Georg Mittendrein brachte in seiner letzten Spielzeit 2008 eine viel beachtete Evita auf die Bühne. Mit der Übernahme der Intendanz durch Marcel Krohn konnte sich das Musical fest in Klingenberg etablieren. Gezeigt wurde Cyrano de Bergerac (2009), Aida (2011 – die bis dato erfolgreichste Produktion auf der Clingenburg), Piaf (2012), Zorro (2013 – Uraufführung), My Fair Lady (2014), Dracula (2015), Hair (2016), Cabaret (2017), West Side Story (2018). Außerdem wurden alljährlich Klassiker geboten wie Romeo und Julia (2012), Faust I (2013), Jedermann (2014), Othello (2015), Die Räuber (2016).
In der Jubiläumsspielzeit 2018 wurden erstmals sechs Eigenproduktionen angeboten: West Side Story, Der verkaufte Großvater, Nathan der Weise, Der gestiefelte Kater, Tortuga und Count Future Down – das bereits zweite Jugendstück aus der Feder des Intendanten. Besonders West Side Story erwies sich als außerordentlich erfolgreich: In der Allgemeinen Zeitung und im Darmstädter Echo war zu lesen „Seit 25 Jahren gibt es diese Festspiele, im zehnten Jahr gestaltet Intendant Marcel Krohn das Programm, und beim Musical als Prunkstück des Programms ist mittlerweile ein Niveau erreicht, das man abseits der Zentren nicht unbedingt erwarten kann.“